# انفجار كراتشي 2021
انفجار كراتشي 2021 في 18 ديسمبر 2021 أدى انفجار في فرع بنك خاص في منطقة شير شاه في كراتشي باكستان إلى مقتل 14 شخصًا وإصابة 12 آخرين.

## الانفجار
انفجر تسرب غاز بالقرب من باراشا تشوك في منطقة شيرشاه بكراتشي مما أسفر عن مقتل 14 شخصًا وإصابة عدد آخر من بينهم والد ألامجير خان عضو مجلس الأمة. دمر الانفجار مبنى بنك خاص، وألحق أضرارًا بالمركبات، ووفقًا لتقرير أولي من فرقة التخلص من القنابل كان الانفجار ناتجًا عن تسرب غاز في خط الصرف الصحي.
أمر رئيس وزراء السند مراد علي شاه مفوض كراتشي بما في ذلك ضباط الشرطة بإجراء تحقيق.